# Antje Braito
Antje Braito (1974) è un'ex sciatrice alpina italiana.

## Biografia
Slalomista pura originaria di Termeno sulla Strada del Vino, la Braito disputò una sola gara in Coppa del Mondo, il 14 gennaio 1996 a Garmisch-Partenkirchen, senza portarla a termine; in Coppa Europa prese per l'ultima volta il via il 7 marzo 1997 a Les Arcs, senza completare la prova, e si ritirò al termine di quella stessa stagione 1996-1997: la sua ultima gara fu uno slalom speciale FIS disputato il 6 aprile a Sils im Engadin. Non prese parte a rassegne olimpiche o iridate.

## Palmarès

### Campionati italiani
- 2 medaglie[1][2][3][4][5]:
  - 2 ori (slalom speciale, combinata nel 1996)